# Шаховой, Василий Андреевич
Василий Андреевич Шаховой (1924 — 1960) — советский  гвардии сержант, командир отделения взвода разведки 150-го гвардейского стрелкового полка, 50-й гвардейской стрелковой дивизии, 28-й армии, 1-го Белорусского фронта. Полный кавалер Ордена Славы.

## Биография
Родился 13 февраля 1924 года в хуторе Курлацкий, Ростовской области в крестьянской семье. 
В 1940 году после окончания семи  классов и Таганрогской школы фабрично-заводского обучения, работал трактористом в колхозе.
С 1943 года призван в ряды РККА и направлен в действующую армию — разведчик взвода разведки 150-го гвардейского стрелкового полка, 50-й гвардейской стрелковой дивизии, 3-го гвардейского стрелкового корпуса, 28-й армии, воевал на 4-м Украинском, 1-м Белорусском, 3-м Белорусском и 1-м Украинском фронтах, вместе со своим полком и дивизией принимал участие в Мелитопольской, Никопольско-Криворожской, Березнеговато-Снигирёвской, Одесской, Бобруйской, Люблин-Брестской, Восточно-Прусской, Берлинской и Пражской наступательных операциях.
В ночь на 21 ноября 1943 года гвардии рядовой В. А. Шаховой  у селения Верхний Рогачик в составе разведгруппы захватил «языка», давшего ценные сведения. За это 24 ноября 1943 года Указом Президиума Верховного Совета СССР В. А. Шаховой был награждён  Орденом Славы 3-й степени.
В ночь на 17 декабря 1943 года в районе севернее селения Верхний Рогачик  гвардии рядовой В. А. Шаховой вместе с разведгруппой уничтожил вражескую засаду из семи и пленил двух солдат противника.  13 февраля 1944 года Указом Президиума Верховного Совета СССР В. А. Шаховой  был награждён  Орденом Славы 2-й степени.
26 июня 1944 года командир отделения взвода разведки гвардии сержант В. А. Шаховой в бою около села Моисеевка в Белоруссии в числе первых ворвался в село, уничтожил до десяти солдат и двоих пленил. 8 июля 1944 года близ города Барановичи с двумя бойцами проник в расположение врага и добыл ценные сведения. 12 июля 1944 года в районе деревни Клепаче участвовал в разгроме колонны, уничтожив свыше десяти гитлеровцев и захватив пулемёт.  24 марта 1945 года  Указом Президиума Верховного Совета СССР В. А. Шаховой  был награждён  Орденом Славы 1-й степени.
В 1945 году В. А. Шаховой был демобилизован в звании сержанта. Жил в селе Приморка, работал шофёром в колхозе. Трагически погиб 29 августа 1960 года, похоронен в селе Приморка, Ростовской области.

## Награды
- Орден Славы I степени (1945)
- Орден Славы II степени (1944)
- Орден Славы III степени (1943)